# Taiaçu
Taiaçu este un oraș în São Paulo (SP), Brazilia.